# Eklahare
Eklahare é uma vila no distrito de Nashik, no estado indiano de Maharashtra.

## Demografia
Segundo o censo de 2001, Eklahare tinha uma população de 12,010 habitantes. Os indivíduos do sexo masculino constituem 52% da população e os do sexo feminino 48%. Eklahare tem uma taxa de literacia de 76%, superior à média nacional de 59.5%: a literacia no sexo masculino é de 83% e no sexo feminino é de 67%. Em Eklahare, 10% da população está abaixo dos 6 anos de idade.